# Mns Langa
Mns Langa is een bestuurslaag in het regentschap Aceh Utara van de provincie Atjeh, Indonesië. Mns Langa telt 681 inwoners (volkstelling 2010).